# Sotirios Kyrgiakos
Sotirios Kyrgiakos (griechisch Σωτήριος Κυργιάκος, * 23. Juli 1979 in Megalochori, Trikala) ist ein ehemaliger griechischer Fußballspieler.

## Karriere

### Verein
Im Januar 2005 wechselte er von seinem Heimatverein Panathinaikos Athen zunächst auf Leihbasis zum schottischen Verein Glasgow Rangers und wurde nach der Saison dann dauerhaft von den Glasgow Rangers verpflichtet. Kyrgiakos absolvierte insgesamt 22 Premier-League-Spiele und acht Spiele in der Champions League für die Glasgow Rangers. Zur Saison 2006/07 wechselte er ablösefrei in die deutsche Bundesliga zu Eintracht Frankfurt, für die er in insgesamt 51 Bundesligaspielen, fünf DFB-Pokal-Spielen und sechs UEFA-Cup-Spielen zum Einsatz kam.
Nachdem sein Vertrag bei Frankfurt ausgelaufen war, kehrte Kyrgiakos nach dreieinhalb Jahren nach Griechenland zurück und unterschrieb zum 1. August 2008 einen Fünfjahresvertrag beim griechischen Erstligisten AEK Athen. Nach einer Saison wechselte er im Sommer 2009 zum Premier-League-Klub FC Liverpool, bei dem er einen Zweijahresvertrag erhielt.
In der Sommerpause 2011 verpflichtete der VfL Wolfsburg Kyrgiakos. Er unterschrieb einen Zweijahresvertrag bis zum 30. Juni 2013 und erhielt die Rückennummer 16. Am 31. Januar 2012 wurde Kyrgiakos bis Saisonende an den AFC Sunderland ausgeliehen. Zur Saison 2012/13 kehrte Kyrgiakos nach Wolfsburg zurück, kam aber über den Status des Reservisten aber nicht hinaus. Nach der Saison verließ er nach Ablaufen seines Vertrages den Verein.
Im März 2014 unterzeichnete er einen Vertrag beim australischen Verein Sydney Olympic. Dort absolvierte er noch zwei Ligaspiele und beendete dann seine aktive Karriere.

### Nationalmannschaft
Nach seinem Debüt 2002 gegen Schweden erkämpfte sich Kyrgiakos unter Otto Rehhagel einen Stammplatz in der griechischen Nationalmannschaft. An der Europameisterschaft 2004 konnte er wegen einer Verletzung jedoch nicht teilnehmen. Zur Fußball-Europameisterschaft 2008 in Österreich und der Schweiz wurde er erneut in den griechischen Kader berufen und auch in allen drei Spielen der Griechen während des Turniers eingesetzt.

## Spielweise
Der 1,93 Meter große und 88 Kilo schwere Innenverteidiger gilt als guter Manndecker. Außerdem ist seine Kopfballstärke bei Standardsituationen gefürchtet, was ihm den Ruf eines Spielers mit nahezu perfektem Kopfballspiel einbrachte.

## Titel
- Griechischer Meister: 2004
- Schottischer Meister: 2005
- Griechischer Pokalsieger: 2004
- Schottischer Ligapokal: 2005